# Cophomantinae
A Cophomantinae a kétéltűek (Amphibia) osztályába, a békák (Anura) rendjébe és a levelibéka-félék (Hylidae) családjába tartozó alcsalád.

## Elterjedésük
Az alcsaládba tartozó nemek és fajok Dél-Amerikában honosak.

## Rendszerezésük
Két nem tartozik az alcsaládba, az Acris Észak-Amerika keleti területein honos, a Pseudacris az egész kontinensen megtalálható, legnagyobb fajgazdagsága a nyugati parton van.
Az alcsaládba tartozó nemek:
- Aplastodiscus Lutz, 1950
- Boana Gray, 1825
- Bokermannohyla Faivovich, Haddad, Garcia, Frost, Campbell & Wheeler, 2005
- Hyloscirtus Peters, 1882
- Myersiohyla Faivovich, Haddad, Garcia, Frost, Campbell & Wheeler, 2005
- Nesorohyla Pinheiro, Kok, Noonan, Means, Haddad & Faivovich, 2018

Incertae sedis:
- "Hyla" nicefori (Cochran and Goin, 1970)